# Podophyllum hemsleyi
Podophyllum hemsleyi är en berberisväxtart som beskrevs av Y.M.H. Shaw och W.T. Stearn. Podophyllum hemsleyi ingår i släktet fotblad, och familjen berberisväxter. Inga underarter finns listade i Catalogue of Life.